# ピウス10世 (ローマ教皇)
ピウス10世（ラテン語: Pius X, イタリア語: Pio X, 1835年6月2日 - 1914年8月20日）あるいはピオ10世は、ローマ教皇（在位：1903年8月4日 - 1914年8月20日）、カトリック教会の教皇。本名はジュゼッペ・メルキオッレ・サルト（Giuseppe Melchiorre Sarto）。カトリック教会の聖人であり、16世紀のピウス5世以来、400年ぶりに教皇として列聖された人物である。

## 生涯
ジュゼッペ・サルトは1835年にヴェネツィアに近いリエーゼで農家の息子として生まれた。父は配達の仕事をしていた郵便局員だった。パドヴァとトレヴィーゾの神学校で学び、1858年に司祭に叙階されるとトマス・アクィナスと教会法を学んだ。マントヴァの司教を経て、1896年に枢機卿としてヴェネツィアの大司教に任命された。しかし、当時は教会とイタリア王国が対立状態にあり、司教の任命をめぐっても、両者が対立することが多かった。サルトの大司教任命をめぐってもイタリア王国からのクレームがついたが、なんとか問題を解決することができた。
1903年8月、レオ13世の死後に行われたコンクラーヴェは、拒否権が行使された最後の選挙となった。拒否権は（オーストリアの意向を受けて）最有力候補であったマリアーノ・ランポッラ枢機卿に対して行使され、結果として選ばれたのがサルトであった。彼はピウス10世を名乗るとまず、このコンクラーヴェにおける拒否権を廃した。
ピウス10世は保守的な教皇として知られ、「近代主義」と「相対主義」をキリスト教を脅かす思想として警戒した。また、フランス首脳がイタリア王を訪問したことを非難して、フランスとの関係が悪化した。教会内においては教会法の改正を指示し、グレゴリオ聖歌の典礼における利用を推進した。また、ジャンセニスムの影響で聖体拝領を敬遠する信徒が多くなっていた状況を憂い、頻繁な聖体拝領と子供の早い時期での初聖体を奨励した。
日本のカトリック教会に対しても配慮し、幕末以来パリ外国宣教会しか入っていなかった日本に、他の修道会の宣教を許可した。自身もイエズス会に日本での活動を依頼している。これが後の上智大学創立へつながることになる。

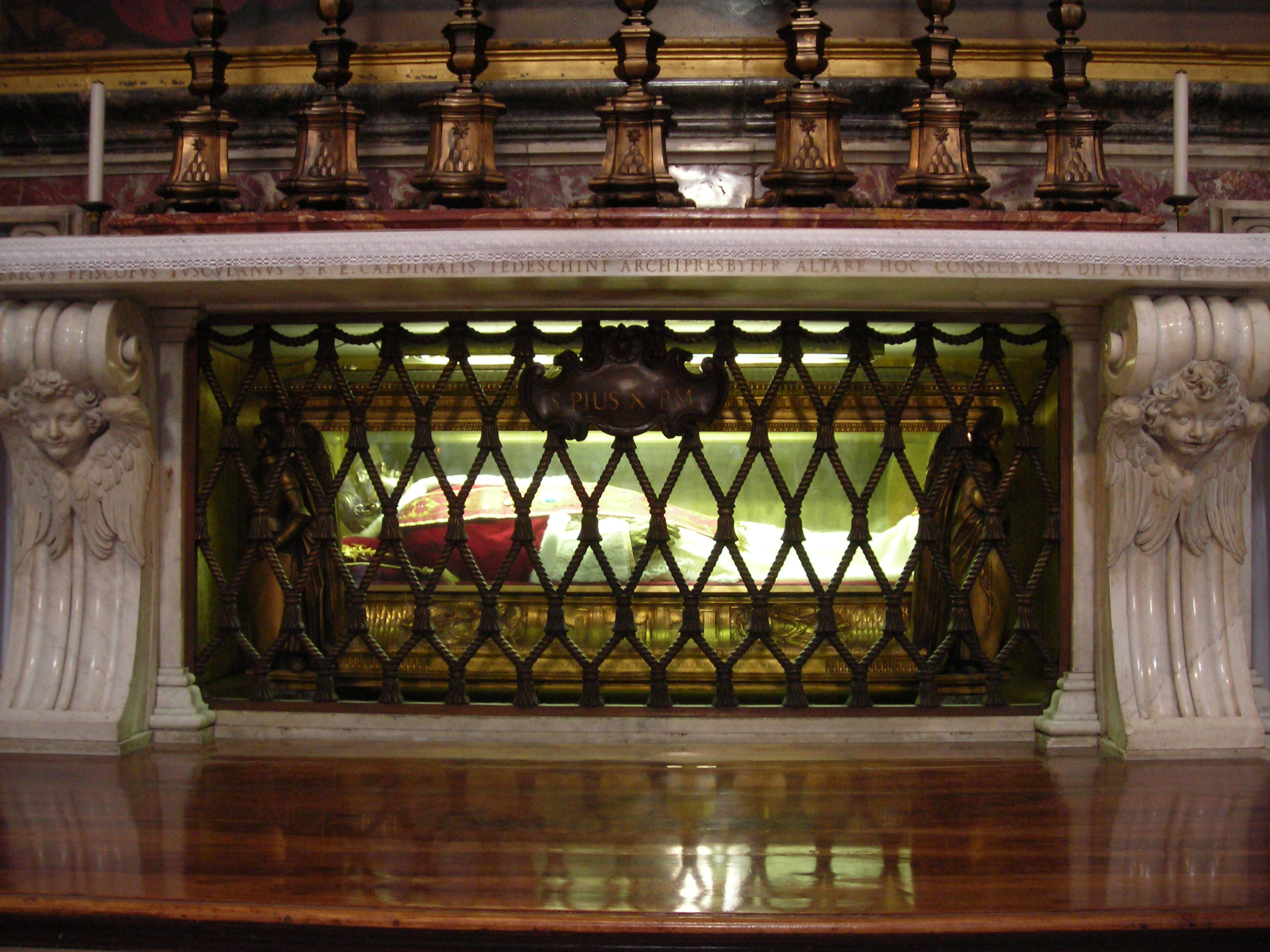
ピウス10世の遺体（聖遺物）

ピウス10世はサラエボ事件の直後、オーストリア皇位継承者カールに、皇帝フランツ・ヨーゼフ1世に戦争の危険性を十分に認識させるよう手紙を送るなど、第一次世界大戦回避に手を尽くそうとした。自分の治世に、歴史上なかった大戦争が勃発したことにショックを受け、1914年にこの世を去った。
1954年5月29日、ピウス12世によって列聖された。